# Elof Johansson (fackföreningsman)
Elof Johansson, född 16 november 1866 i Örkelljunga socken, död 24 september 1941 i Helsingborg, var en svensk fackföreningsman.
Elof Johansson var son till bonden Johannes Olsson. Han var fram till 1890 lantarbetare i Örkelljunga och därefter 1890-1892 byggnadsarbetare i Helsingborg. 1890 blev Elof Johansson medlem i Helsingborgs arbetsmannafackförening. Han var 1892-1902 arbetare vid Helsingborgs Gummifabrik AB, deltog 1895 i bildandet av Skånska grovarbetareförbundet och var 1896-1900 ordförande i förbundet. Elof Johansson blev 1895 ledamot av styrelsen för Svenska grov- och fabriksarbetareförbundet och var 1900-1901 förbundets ordförande. Han var 1902-1906 ombudsman för förbundet, 1906-1935 ombudsman för avtals- och förhandlingsfrågor och 1917-1936 medlem av LO:s representantskap.